# Vesnický kostel (Porschdorf)
Vesnický kostel v Porschdorfu (německy Dorfkirche Porschdorf) je historizující sakrální stavba postavená v letech 1903–1904 podle návrhu pirenského architekta Theodora Quentina (1851–1905). Památkově chráněný vesnický kostel náleží k Evangelicko-luterské církevní obci Bad Schandau.

## Historie
Vesnice Porschdorf je středověkého založení (první písemná zmínka pochází z roku 1443), neměla však vlastní kostel a farně příslušela ke Königsteinu. K položení základního kamene vlastního kostela došlo 3. května 1903. Podle plánů pirenského architekta Theodora Quentina (1851–1905) kostel postavil königsteinský stavitel Kappel. Stavba byla dokončena v roce 1904 a v dalších letech byla průběžně doplňována inventářem, roku 1915 došlo k elektrifikaci. V srpnu 1917 byly zrekvírovány dva velké zvony, nové byly požehnány v lednu 1922. Kolem roku 1930 došlo k první celkové renovaci kostela. V květnu 1942 byl zrekvírován velký a malý zvon, ty byly nahrazeny až v roce 1959. Roku 1969 proběhla velká oprava interiéru kostela, během které bylo vyměněno osvětlení, došlo k úpravě lavic a interiér byl vymalován světlými barvami. V roce 1974 pak následovala oprava exteriéru. Roku 1998 prošla generální opravou věž se zvonicí. Zatím poslední úpravou byla renovace exteriéru v roce 2019.
Kostel náleží k Evangelicko-luterské církevní obci Bad Schandau a slouží k pravidelným bohoslužbám. Je chráněný jako kulturní památka s číslem 09224718.

## Popis
Historizující stavba nese prvky novorománského a novogotického slohu. Jednolodní sálový kostel stojí na přibližně obdélném půdorysu, přičemž obdélný presbytář je odsazený. Z průčelí orientovaného jihozápadním směrem vybíhá kamenná věž s hodinami a zvonicí vysoká 25 metrů. Okna zakončuje jednoduchý oblouk. Uvnitř kostela se nachází trojstranná dřevěná empora, na které jsou umístěny varhany z roku 1905 pocházející z drážďanské dílny bratrů Jehmlichových. Disponují dvěma manuály, osmi rejstříky a pneumatickou trakturou. Prostřední ze tří spojených vitrážových oken umístěných v presbytáři znázorňuje Ježíše Krista jako dobrého pastýře.

### Varhany
Varhany do kostela dodala roku 1904 drážďanská firma bratří Jehmlichových. Disponují osmi rejstříky ve dvou manuálech a jednom penálu, traktura je pneumatická. V letech 1977 až 1978 byly předisponovány.
| První manuál (C–f³) |            |    |
| 1.                  | Kvintaténa | 8' |
| 2.                  | Mixtura    | 3× |
| 3.                  | Oktáv      | 4' |
| 4.                  | Principál  | 8' |

| Druhý manuál (C–f³) |                  |    |
| 5.                  | Kryt             | 8' |
| 6.                  | Flétna trubicová | 4' |
| 7.                  | Široký principál | 2' |

| Pedál (C–d¹) |         |     |
| 8.           | Subbass | 16' |

## Okolí kostela
Kostel stojí jako poslední stavba při hlavní silnici směřující na Hohnstein a sousední vesnici Waltersdorf. Ze všech stran jej obklopuje areál místního hřbitova. Jižně od kostela stojí památkově chráněná budova fary pocházející z počátku 20. století.

## Galerie

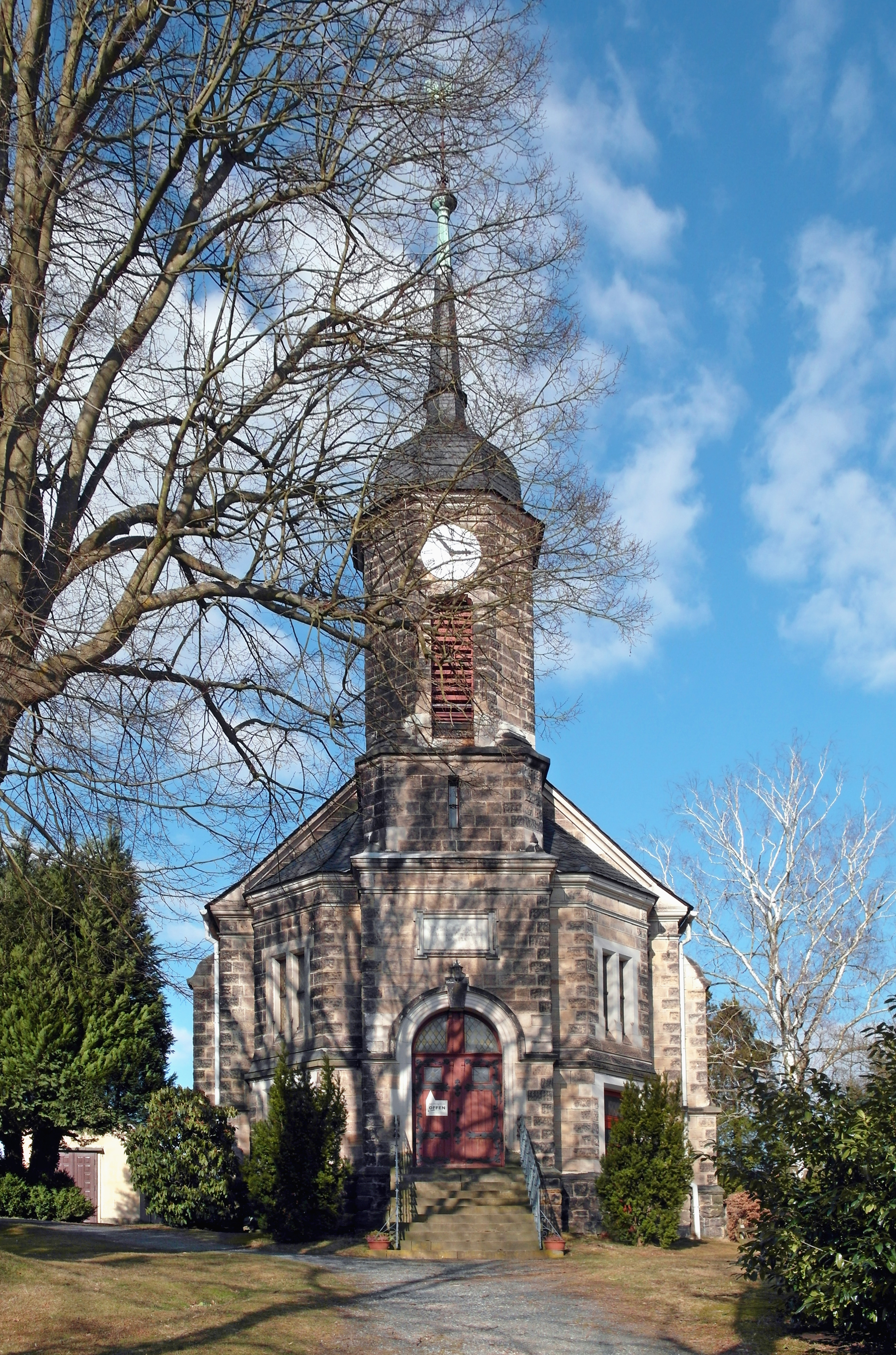
Průčelí s věží
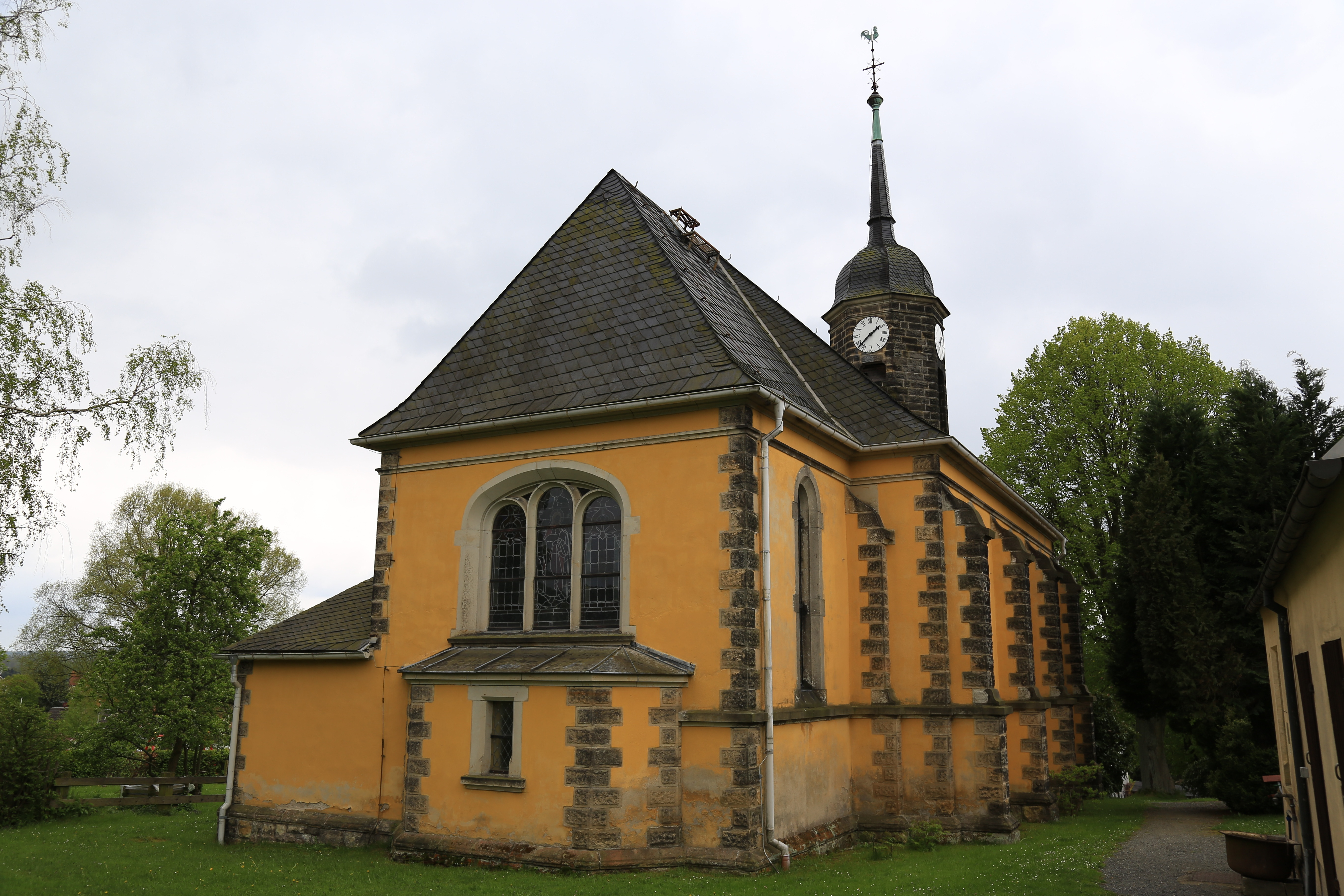
Závěr kostela
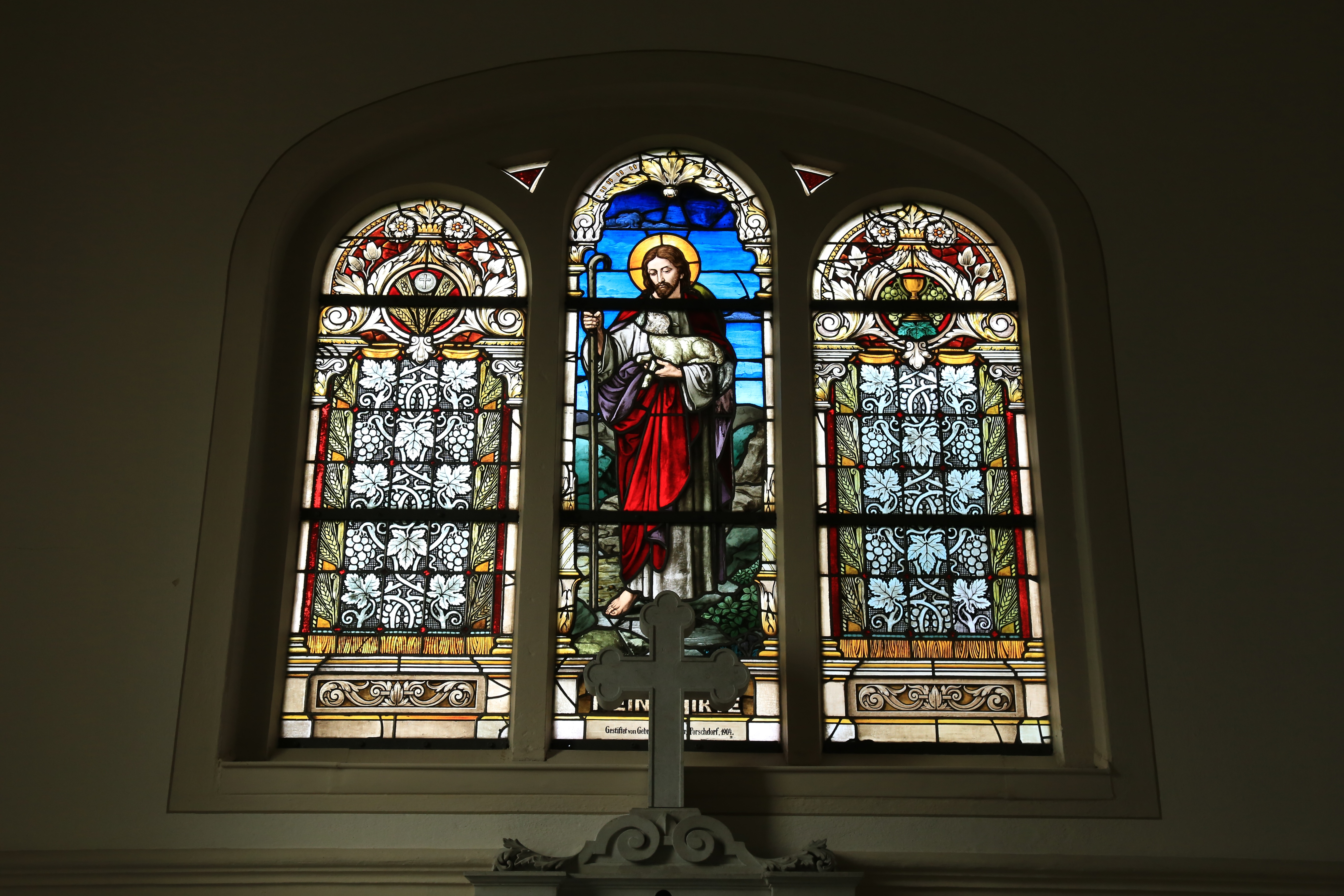
Vitráže
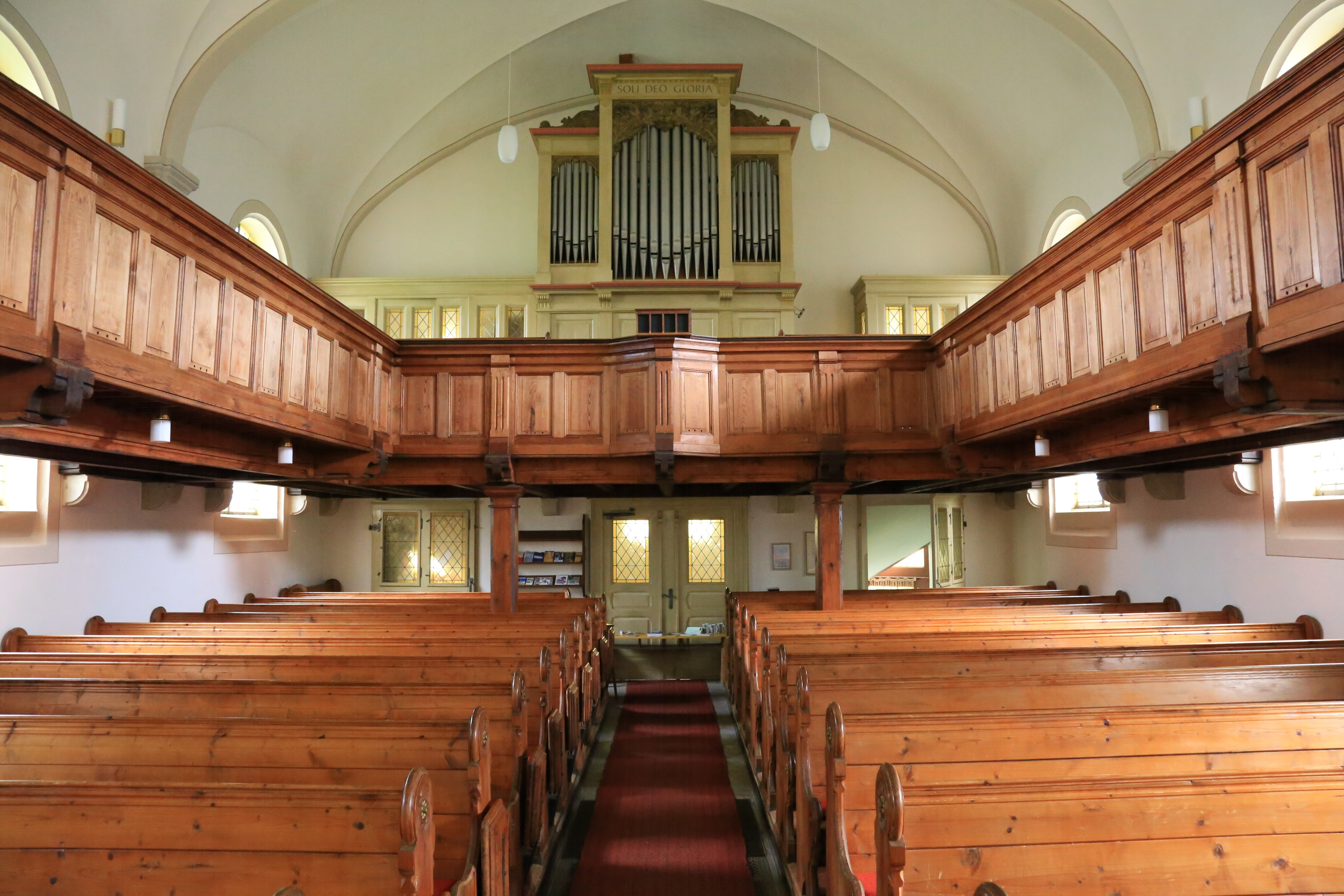
Empora s varhanami